# Mariusz Flasiński
Mariusz Flasiński (ur. 20 maja 1960) – polski informatyk (specjalności: rozpoznawanie i przetwarzanie obrazów, sztuczna inteligencja, informatyka w zarządzaniu, teoria języków formalnych i automatów, inżynieria oprogramowania, zarządzanie projektami informatycznymi), wykładowca akademicki, prof. dr hab., od 2006 roku kierownik Katedry Systemów Informatycznych Uniwersytetu Jagiellońskiego, członek Komisji Geoinformatyki Polskiej Akademii Umiejętności; przedsiębiorca.

## Kariera naukowa
W 1984 roku ukończył studia informatyczne na Uniwersytecie Jagiellońskim. W 1989 roku obronił dysertację „Rozpoznawanie obrazów dwuwymiarowych metodą parsingu dla gramatyki grafowej klasy edNLC” i uzyskał stopień naukowy doktora nauk technicznych w zakresie informatyki na Akademii Górniczo-Hutniczej im. Stanisława Staszica w Krakowie. W 1993 roku na tejże uczelni uzyskał również habilitację z nauk technicznych w zakresie informatyki na podstawie pracy „Strukturalna analiza obrazów za pomocą gramatyk grafowych klasy ETPL/k/”. W 2000 roku uzyskał tytuł profesora nauk technicznych (informatyka).
Pracował na stanowiskach: kierownika Zakładu Systemów AI (sztucznej inteligencji) w Instytucie Informatyki Uniwersytetu Jagiellońskiego w Krakowie, profesora Wyższej Szkoły Biznesu – National Louis University w Nowym Sączu (gdzie wykładał m.in. „Zarządzanie Produkcją (MRP II)”), kierownika projektów informatycznych w Deutsches Elektronen-Synchrotron w Hamburgu (1992–1997), Associate Professor w University of Illinois at Chicago (wykładał kurs „Inżynieria Oprogramowania” dla kadr międzynarodowego koncernu Motorola 1998–1999) i koordynatora zagranicznych projektów informatycznych finansowanych przez Komisję Europejską w Brukseli oraz European Organization for Nuclear Research – CERN w Genewie (1997–2000).
Od 2003 roku jest profesorem zwyczajnym w zakresie informatyki Akademii Górniczo-Hutniczej im. St. Staszica w Krakowie, a od 2007 roku – profesorem zwyczajnym w zakresie informatyki Uniwersytetu Jagiellońskiego w Krakowie. Członek Komisji Geoinformatyki na Wydziale IV Przyrodniczym Polskiej Akademii Umiejętności.
Mariusz Flasiński jest autorem 6 książek i monografii, ok. 130 artykułów w recenzowanych czasopismach, był kierownikiem 7 projektów badawczo-naukowych, promotorem 8 doktoratów, zasiada w kilkunastu komisjach i komitetach naukowych.
Swoje prace publikował w takich czasopismach jak m.in. „IEEE Transactions on Pattern Analysis and Machine Intelligence”, „Pattern Recognition”, „The Computer Journal”, „Computer-Aided Design”, „Computer Vision, Graphics and Image Processing”,  „Theoretical Computer Science”, „Pattern Analysis and Applications”, „IEEE Transactions on Nuclear Science” oraz „Fundamenta Informaticae”.
Monografia Mariusza Flasińskiego „Introduction to Artificial Intelligence” (Springer International 2016) jest wykorzystywana jako podręcznik akademicki na wielu uniwersytetach na całym świecie, m.in. na najstarszym uniwersytecie cywilizacji łacińskiej – Uniwersytecie Bolońskim do wykładu „Teorie i systemy sztucznej inteligencji”. Monografia ta znalazła się w 2019 roku na 19. pozycji listy 100. najlepszych książek informatycznych wszech czasów  (100 Best Computer Science Books of All Time) przygotowanej przez prestiżowe BookAuthority (rekomendujący sekcji Computer Science – m.in. Satya Nadella – CEO of Microsoft, Kirk Borne – The Principal Data Scientist at Booz Allen Hamilton, Jakob Nielsen – Principal at Nielsen Norman Group) i znajdowała się na tej liście przez kolejne cztery lata.

## Działalność biznesowa
W latach 1994–1996 Mariusz Flasiński pracował jako dyrektor działu MRP II w polsko-amerykańskiej firmie Qumak International, będąc odpowiedzialnym za wdrożenia zintegrowanych systemów zarządzania. Następnie, w latach 1997–1998 był dyrektorem działu konsultingowo-szkoleniowego w Qumak International odpowiedzialnym za: analizy przedwdrożeniowe, audyty (nadzór) wdrożeń MRP II prowadzonych przez inne firmy oraz doradztwo w zakresie: wyboru systemów MRP II, Business Process Reengineeringu, wdrożeń systemów MRP II / ERP i zarządzania projektami.
W grudniu 1998 roku Mariusz Flasiński wraz z Tomaszem Chlebowskim założyli – w ramach grupy TCH – TCH Consulting Sp. z o.o. TCH Systems SA posiadała 90% udziałów, a 10% udziałów należało do Mariusza Flasińskiego. Tomasz Chlebowski został jej prezesem zarządu, natomiast Mariusz Flasiński pełnił funkcję wiceprezesa.
W grudniu 2001 roku grupa Optimus ogłosiła w komunikacie giełdowym, że w związku ze „strategią rozwijania wysokomarżowych obszarów działania” jako wyraz „zaufania do zasobów wiedzy i umiejętności skumulowanych” odkupiła od grupy TCH większościowy pakiet udziałów TCH Consulting. Po transakcji 85% udziałów należało do Grupy Optimus, a 15% – do Mariusza Flasińskiego. Spółka zmieniła nazwę na Optimus Consulting Sp z o.o. Prezesem jej zarządu został Piotr Oleś.
W maju 2004 roku, po przejęciu wszystkich udziałów przez Mariusza Flasińskiego wraz ze współpracownikami, spółka zmieniła nazwę na MF&Partners Consulting. Firma Doradcza „Flasiński i Wspólnicy”. Na stanowisku prezesa zarządu pozostawał do likwidacji spółki w 2019 roku Piotr Oleś.

## Publikacje książkowe
1. M. Flasiński, Syntaktyczne Metody Rozpoznawania Obrazów, Skrypty Uczelniane UJ (Nr 634), Kraków 1991.
2. R. Tadeusiewicz, M. Flasiński, Rozpoznawanie Obrazów, Państwowe Wydawnictwo Naukowe PWN, Warszawa 1991.
3. M. Flasiński, Strukturalna Analiza Obrazów za Pomocą Gramatyk Grafowych Klasy ETPL(k), Rozprawy Habilitacyjne UJ (Nr 233), Kraków 1992.
4. M. Flasiński, Wstęp do Analitycznych Metod Projektowania Systemów Informatycznych, Wydawnictwa Naukowo-Techniczne WNT, Warszawa 1997.
5. M. Flasiński, Zarządzanie Projektami Informatycznymi, Państwowe Wydawnictwo Naukowe PWN, Warszawa 2006 (I wznowienie: Warszawa 2007, II wznowienie: Warszawa 2008, III wznowienie: Warszawa 2009).
6. M. Flasiński, Wstęp do Sztucznej Inteligencji, Państwowe Wydawnictwo Naukowe PWN, Warszawa 2011 (I wznowienie: Warszawa 2011).
7. M. Flasiński, Introduction to Artificial Intelligence, Springer International, Switzerland 2016.
8. M. Flasiński, Syntactic Pattern Recognition, World Scientific, New Jersey-London-Singapore 2019.